# Cucutacola
Cucutacola is een geslacht van hooiwagens uit de familie Manaosbiidae.
De wetenschappelijke naam Cucutacola is voor het eerst geldig gepubliceerd door Mello-Leitão in 1940. 

## Soorten
Cucutacola is monotypisch en omvat slechts de volgende soort:
- Cucutacola nigra